# Menemerus congoensis
Menemerus congoensis är en spindelart som beskrevs av Roger de Lessert 1927. Menemerus congoensis ingår i släktet Menemerus och familjen hoppspindlar. Inga underarter finns listade i Catalogue of Life.